# Bełk (potok)
Bełk (cz. Bečva, niem. Belk) – potok w Polsce (województwo śląskie) i w Czechach (kraj morawsko-śląski), lewy dopływ Odry.
Potok swoje źródło ma w czeskiej wsi Vřesina (kraj morawsko-śląski, powiat Opawa), a wpada do Odry około kilometra na północny wschód od wsi Zabełków (województwo śląskie, powiat raciborski, gmina Krzyżanowice).